# Rentabiliteit eigen vermogen
Onder rentabiliteit eigen vermogen (Engels: return on equity oftewel ROE) wordt verstaan de verhouding tussen de nettowinst die een onderneming gedurende een bepaalde periode heeft gerealiseerd, en het eigen vermogen waarmee die opbrengst is verkregen. Met de nettowinst wordt het bedrag bedoeld dat van de totale bedrijfsopbrengsten overblijft wanneer daar alle bedrijfskosten, inclusief de betaalde rente, van zijn afgetrokken.
De rentabiliteit van het eigen vermogen (afgekort tot {\displaystyle \mathrm {REV} }) is een financieel kengetal dat het gerealiseerde rendement aangeeft van het geïnvesteerde eigen vermogen vóór of ná belasting.
Voor belasting:
{\displaystyle \mathrm {REV_{vb}~=~\left({\frac {nettowinst~voor~belasting}{gemiddeld~eigen~vermogen}}\right)\cdot 100\%} }
Na belasting:
{\displaystyle \mathrm {REV_{nb}~=~\left({\frac {nettowinst~na~belasting}{gemiddeld~eigen~vermogen}}\right)\cdot 100\%} }
Hefboomwerking:
{\displaystyle \mathrm {REV=RTV+(RTV-RVV)\cdot \left({\frac {gemiddeld~vreemd~vermogen}{gemiddeld~eigen~vermogen}}\right)} }
{\displaystyle \mathrm {RTV} } = Rentabiliteit totaal vermogen
{\displaystyle \mathrm {RVV} } = Rentevoet vreemd vermogen